# Park am Wallgraben

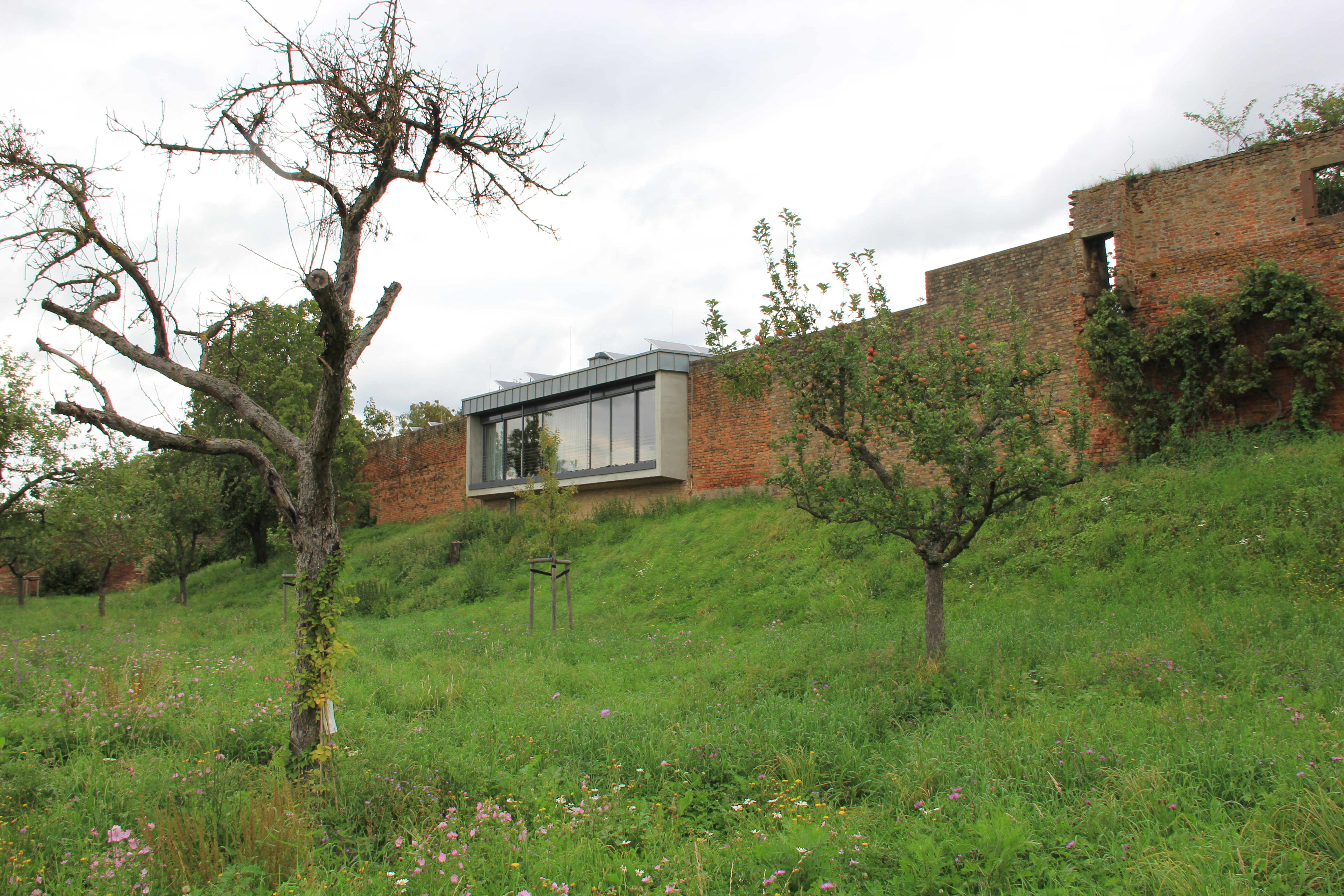
Streuobstwiese und mittelalterliche Stadtmauer, 2014

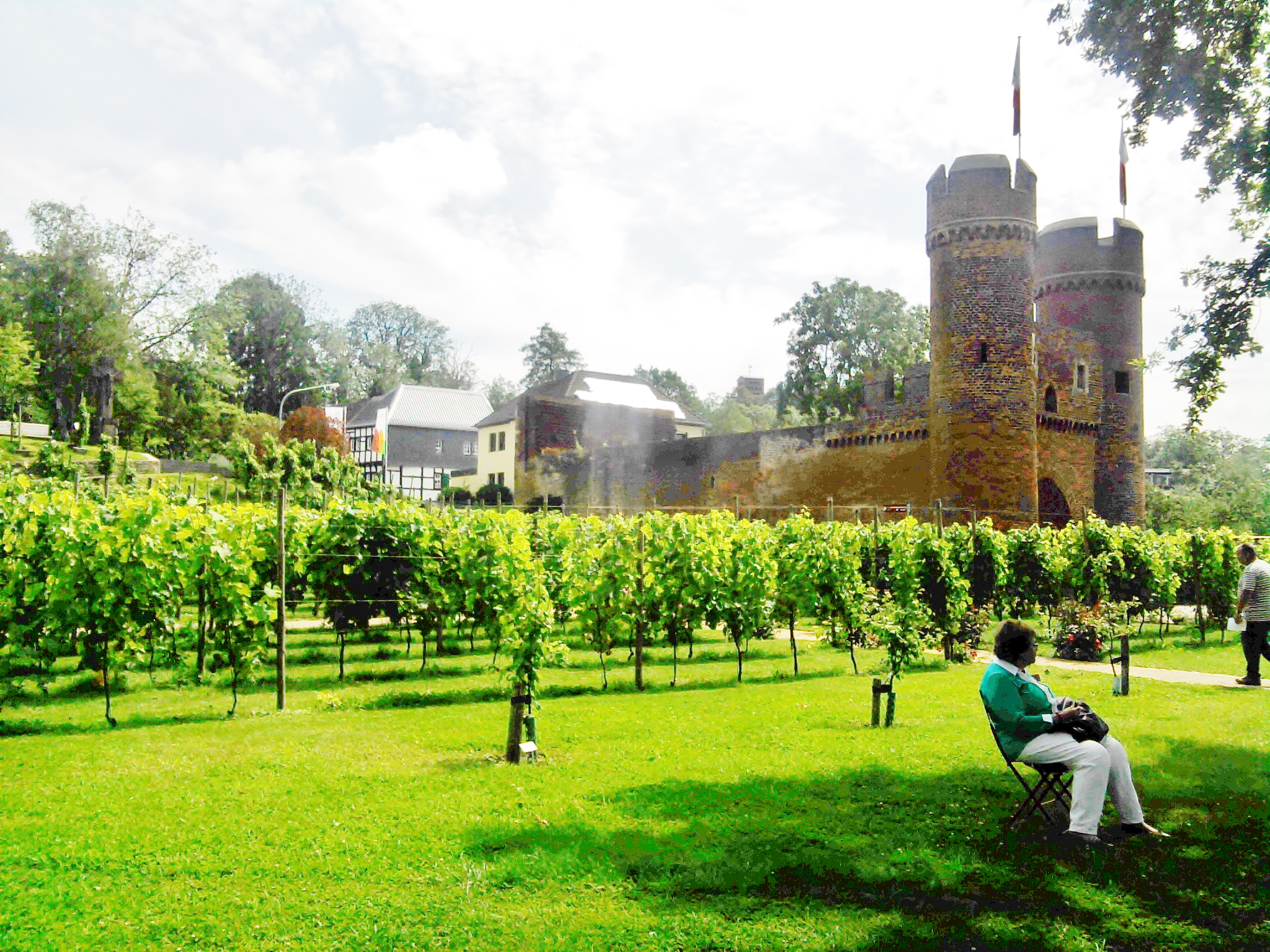
Das Weiertor und der Weinberg während der Landesgartenschau 2014

Der Park am Wallgraben ist eine heute zweiteilige Parkanlage in Zülpich, Kreis Euskirchen. Sie entstand – wie auch der Seepark Zülpich – aus dem ehemaligen Gartenschaugelände der Landesgartenschau Zülpich 2014.
Im Gegensatz zum Seepark ist der noch verbleibende Park am Wallgraben deutlich kleiner als während der Landesgartenschau, da einige Grundstücke zwischen Weinberg und Freizeitgartenbau in Privatbesitz sind und nur für die Zeit der Landesgartenschau als Ausstellungsbereich zur Verfügung gestellt wurden.

## Areal Landesburg bis Weiertor
Im Bereich von der Landesburg bis zum historischen Weiertor blieben nahezu alle Attraktionen der ehemaligen Gartenschau erhalten. Insbesondere der Kirchengarten, der Burgspielplatz, der Rosarium Tolbiacum genannte Rosengarten, die Streuobstwiese mit Serpentinenweg, sowie zahlreiche Kunstwerke und Skulpturen blieben erhalten oder wurden nur unwesentlich zurückgebaut. Das Areal von der Landesburg bis zum Weiertor ist weiträumig eingezäunt, damit es nachts oder bei kostenpflichtigen Sonderveranstaltungen abgeschlossen werden kann. Der Teilbereich des Parks am Wallgraben ist seit dem 24. Dezember 2014 ganzjährig von 9:00 Uhr bis zur Abenddämmerung geöffnet.

## Areal Weiertor bis Bachtor
Im zweiten Teil des ehemaligen Gartenschaugeländes zwischen dem Weiertor und dem Bachtor ist der Park als öffentliche Grünfläche mit privaten Schrebergärten geöffnet. Der Weinberg, die Veranstaltungswiese sowie der Freizeitgarten in der Nähe der ehemaligen Friedhofsgärtnerausstellung blieben nach der Landesgartenschau ebenfalls erhalten. Auf dem Platz des früheren Gastronomiezelts wurde im Frühjahr 2015 eine Spielwiese errichtet, die auch als Bolzplatz genutzt werden kann.